# El Naranjal, Tepehuacán de Guerrero
El Naranjal är en ort i Mexiko.   Den ligger i kommunen Tepehuacán de Guerrero och delstaten Hidalgo, i den sydöstra delen av landet, 180 km norr om huvudstaden Mexico City. El Naranjal ligger 814 meter över havet och antalet invånare är 462.
Terrängen runt El Naranjal är bergig åt sydväst, men åt nordost är den kuperad. Terrängen runt El Naranjal sluttar norrut. Runt El Naranjal är det ganska glesbefolkat, med 39 invånare per kvadratkilometer. Närmaste större samhälle är Chapulhuacán, 13,6 km norr om El Naranjal. I omgivningarna runt El Naranjal växer i huvudsak blandskog.